# Gerda Wegener

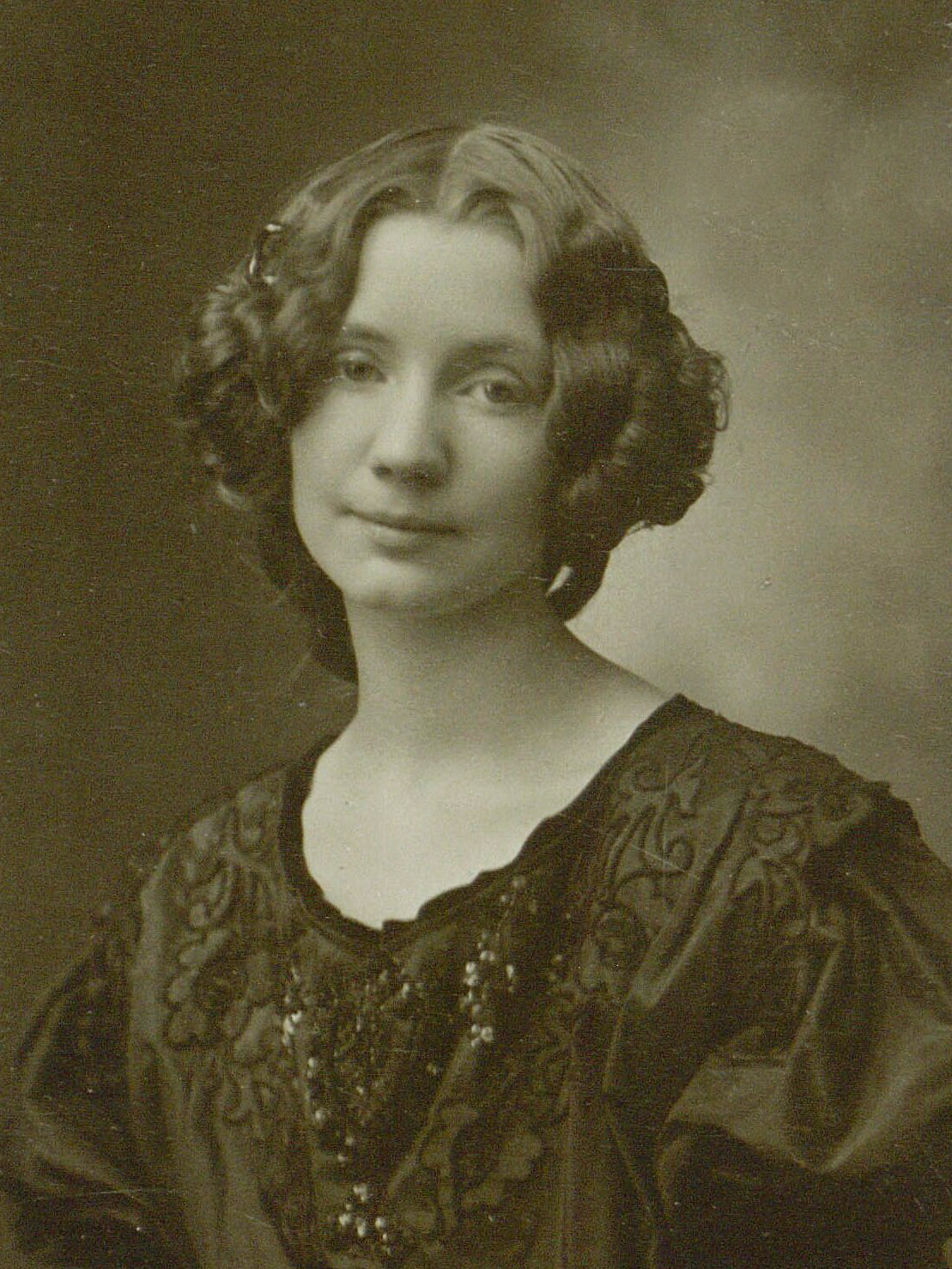
Gerda Wegener 1904

Gerda Wegener (* 15. März 1886 in Hammelev; † 28. Juli 1940 in Frederiksberg) war eine dänische Illustratorin und Malerin des Jugendstils und des Art déco.

## Leben

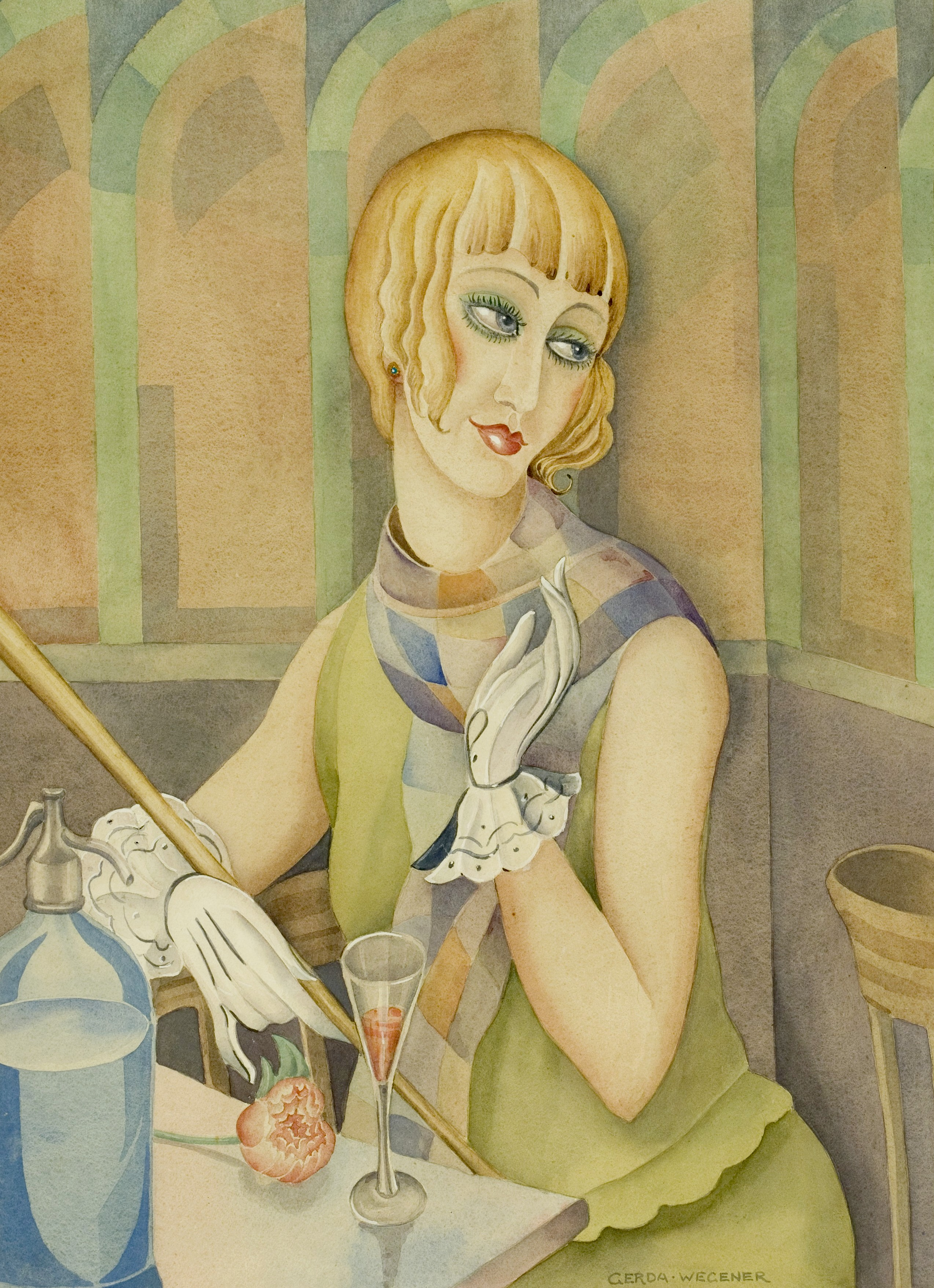
Porträt Lili Elbe, um 1928

Gerda Marie Frederikke Gottlieb wuchs auf als Tochter eines Landgeistlichen hugenottischer Herkunft im damals politisch zum Deutschen Reich gehörenden Nordschleswig. Sie ging nach Kopenhagen, um sich an der Königlich Dänischen Kunstakademie ausbilden zu lassen. Dort lernte sie die Künstlerin Lili Elbe, damals noch bekannt als Einar Wegener, kennen, die sie 1904 heiratete. Um ihren Wirkungskreis zu erweitern und ihre bisexuelle Orientierung freier ausleben zu können, zog sie 1912 mit Lili Elbe nach Paris, wo sie als Malerin und Illustratorin für Zeitschriften wie Vogue, La Vie Parisienne, Fantasio, Le Rire, La Baïonnette und viele andere tätig war. Ihr Erfolg erlaubte es ihr, auch in Kopenhagen in der Galerie Ole Haslund regelmäßig auszustellen. Ihre Karriere beruhte auf Talent und Fleiß, aber auch auf dem Aufsehen, das ihre ungewöhnliche Ehe erregte.

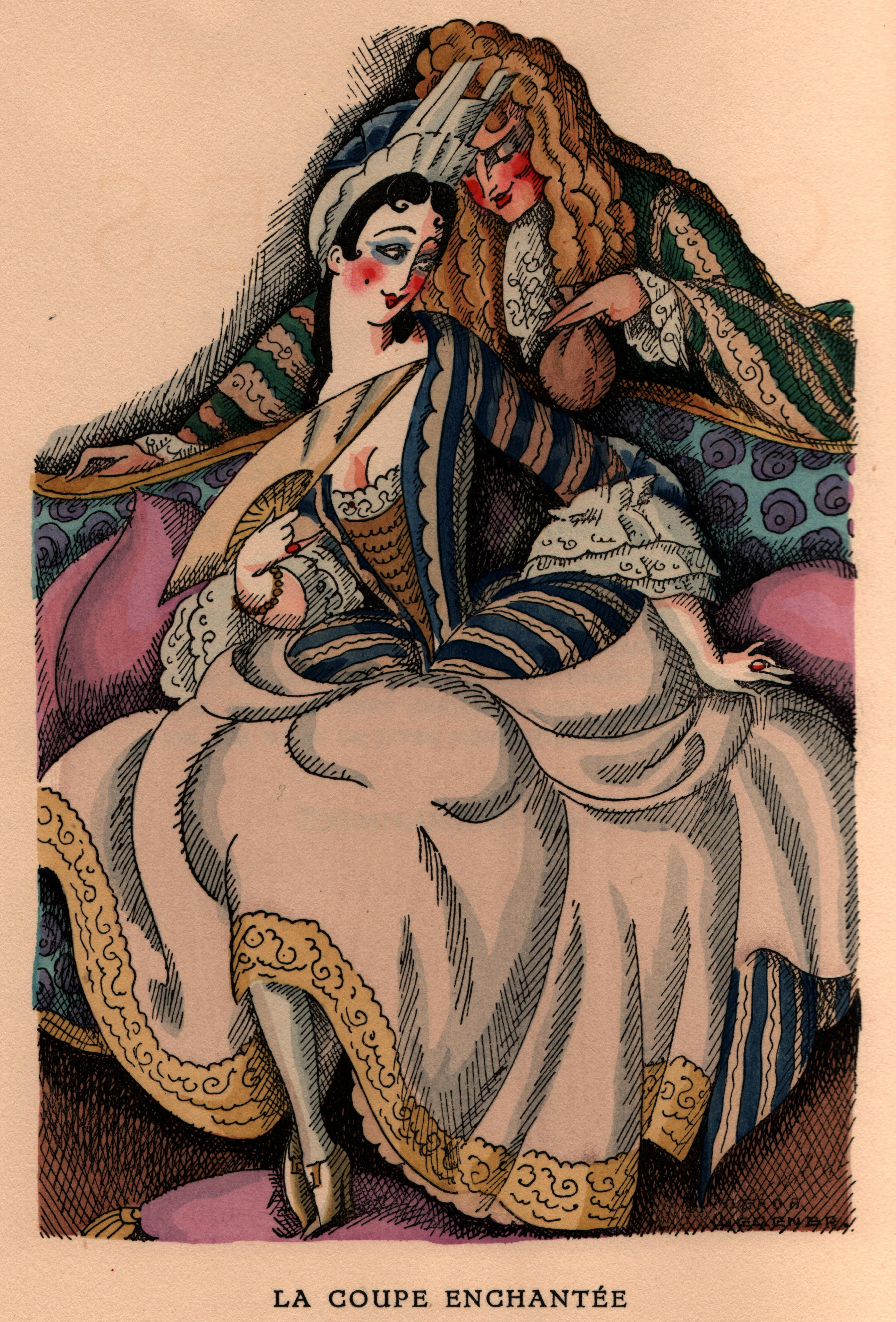
Frontispiz von Les Contes de La Fontaine, Band I, 1928

Lili Elbe, die zunächst durchaus als die größere der beiden Künstlerinnen galt, stellte ihre eigene Arbeit zurück, um Gerda Wegener zu unterstützen. Sie posierte für Gerda in Frauenkleidern und wurde zu ihrem bevorzugten Modell. 1930 unterzog Lili sich einer geschlechtsangleichenden Operation, die als eine der ersten ihrer Art ungeheures Aufsehen erregte und Lili Elbe bekannt gemacht hat. Gerda Wegener unterstützte ihre intersexuelle Partnerin in der Übergangszeit nach besten Kräften. Aufgrund der Geschlechtsangleichung wurde ihre Ehe aber 1930 vom dänischen König annulliert.
Gerda Wegener heiratete 1931 den elf Jahre jüngeren italienischen Offizier, Piloten und Diplomaten Major Fernando Porta, mit dem sie nach Marrakesch, dann nach Casablanca zog. Dort in Marokko erfuhr sie, dass Lili Elbe in der Dresdener Frauenklinik nach einer Uterustransplantation durch Kurt Warnekros gestorben war. 1936 ließ Gerda Wegener sich von Fernando Porta scheiden und kehrte nach Kopenhagen zurück. 1939 hatte sie ihre letzte Ausstellung, aber ihr Stil war aus der Mode gekommen. Sie starb wenige Monate nach der Besetzung Dänemarks durch die Wehrmacht des Deutschen Reichs an einem Herzinfarkt.

## Nachwirkung
Der Zweite Weltkrieg beendete die dem Luxus huldigende Epoche des Art déco schlagartig. Erst gesellschaftliche Strömungen wie sexuelle Befreiung, Feminismus und Gender-Debatte belebten das Interesse vor allem an Gerda Wegeners erotischen Werken. Heute erzielen ihre Arbeiten wie die von George Barbier und Erté auf Auktionen hohe Preise.

## Rezeption
David Ebershoffs Roman Das dänische Mädchen (Originaltitel The Danish Girl) aus dem Jahr 2000 behandelt die Lebensgeschichte von Lili Elbe und Gerda Wegener (im Buch als amerikanische Malerin Greta Waud). Das Buch war ein internationaler Bestseller und wurde in ein Dutzend Sprachen übersetzt.
Der Roman wurde als Grundlage für den Film The Danish Girl verwendet, in dem Eddie Redmayne die Rolle der Lili Elbe und Alicia Vikander die der Gerda Wegener übernommen hat. Im Rahmen der Oscarverleihung 2016 wurde Vikander in dieser Rolle als Beste Nebendarstellerin ausgezeichnet.

## Illustrationen
Bücher
- Le Livre des Vikings von Charles Guyot (1920 oder 1924)
- Une Aventure d'Amour à Venise von Giacomo Casanova. Le Livre du Bibliophile. Georges Briffaut. Collection Le Livre du Bibliophile, Paris 1927.
- Les Contes de La Fontaine (1928–1929).
- Contes de mon Père le Jars und Sur Talons rouges von Eric Allatini (1929)
- Fortunio von Théophile Gautier (1934)